# Neommatissus montanus
Neommatissus montanus är en insektsart som först beskrevs av Baker 1919.  Neommatissus montanus ingår i släktet Neommatissus och familjen Dictyopharidae. Inga underarter finns listade i Catalogue of Life.